# Porn Studies
Porn Studies — ежеквартальный рецензируемый академический журнал, посвящённый изучению порнографии. Он был основан в 2014 году; издаётся Routledge. Главными редакторами являются Феона Эттвуд (Университет Мидлсекса), Джон Мерсер (Городской университет Бирмингема) и Кларисса Смит (Университет Сандерленда).
Призывая к публикации статей, редакторы назвали журнал «первым специализированным международным рецензируемым журналом, критически исследующим культурные продукты и услуги, обозначенные как порнографические».

## Обзор и критика
В статье для The Guardian Джон Дагдейл счёл появление журнала скрытой критикой неспособности культурологов исследовать порнографию, отражением спора во второй волне феминизма между сторонниками и противниками порнографии. Газета ассоциировала редакцию с прежней позицией, которую, например, представляла Анджела Картер.
Создание журнала подверглось критике со стороны участников кампании по борьбе с порнографией. Гейл Дайнс, ведущая активистка по борьбе с порнографией, сравнила Эттвуд и Смит с «отрицателями изменения климата» и «болельщицами индустрии». 
Лили Ротман из журнала Time отметила, что «любой, кто ищет возбуждения, скорее всего, будет разочарован (если только вас не возбудит социологический анализ, в этом случае — это ваш счастливый день)». По словам Алексиса Мадригала из The Atlantic, «сам факт его существования, ставший достоянием общественности в середине 2013 года, стал поводом для медиа-события. Но статьи журнала представляют собой серьёзное выражение пересечения проблем медиаисследований и проблем порнографии. Porn Studies — это не шутка, хотя, похоже, каждому будет легче относиться к этому как к шутке».